# Cacia parumpunctata
Cacia parumpunctata là một loài bọ cánh cứng trong họ Cerambycidae.